# Daniel Mesotitsch
Daniel Mesotitsch (Villaco, 22 maggio 1976) è un ex sciatore nordico austriaco attivo sia nello sci di fondo sia nel biathlon, specialità nella quale ha colto i maggiori successi.
È il fratello maggiore di Martin, a sua volta biatleta di alto livello.

## Biografia
Residente a Hochfilzen, ha debuttato come fondista, prendendo anche parte a due edizioni dei Campionati mondiali juniores di sci nordico; ha cominciato a praticare il biathlon nel 1997 e nel 2002 è entrato a far parte della nazionale austriaca, allenato da Richard Gösweiner
Nel 2002 ha vinto ad Anterselva la sua prima gara individuale; otto anni dopo, nuovamente ad Anterselva, ha conseguito il secondo successo individuale, in inseguimento. Conta inoltre quattro vittorie in Coppa del mondo in staffetta.
Ai Mondiali del 2005 di Hochfilzen ha vinto la medaglia di bronzo nella staffetta assieme a Friederich Pinter, Wolfgang Rottmann e Christoph Sumann; a quelli del 2009 a Pyeongchang ha vinto invece la medaglia d'argento, sempre nella staffetta, con Simon Eder, Dominik Landertinger e Sumann. Ai XXI Giochi olimpici invernali di Vancouver 2010 è arrivata, nella stessa disciplina, un'altra medaglia d'argento.
Ai XXII Giochi olimpici invernali di Soči 2014 ha vinto la medaglia di bronzo nella staffetta e si è classificato 40° nell'individuale, 38° nella sprint, 37° nell'inseguimento e 9° nella staffetta mista, mentre ai Mondiali di Kontiolahti 2015 è stato 41º nella sprint, 26º nell'inseguimento, 54º nell'individuale e 5º nella staffetta. Due anni dopo, ai Mondiali di Hochfilzen 2017, ha vinto la medaglia di bronzo nella staffetta.
Accanto al biathlon ha praticato anche lo sci di fondo, a livello nazionale e - sporadicamente - internazionale; non ha mai esordito Coppa del Mondo di sci di fondo.

## Palmarès

### Biathlon

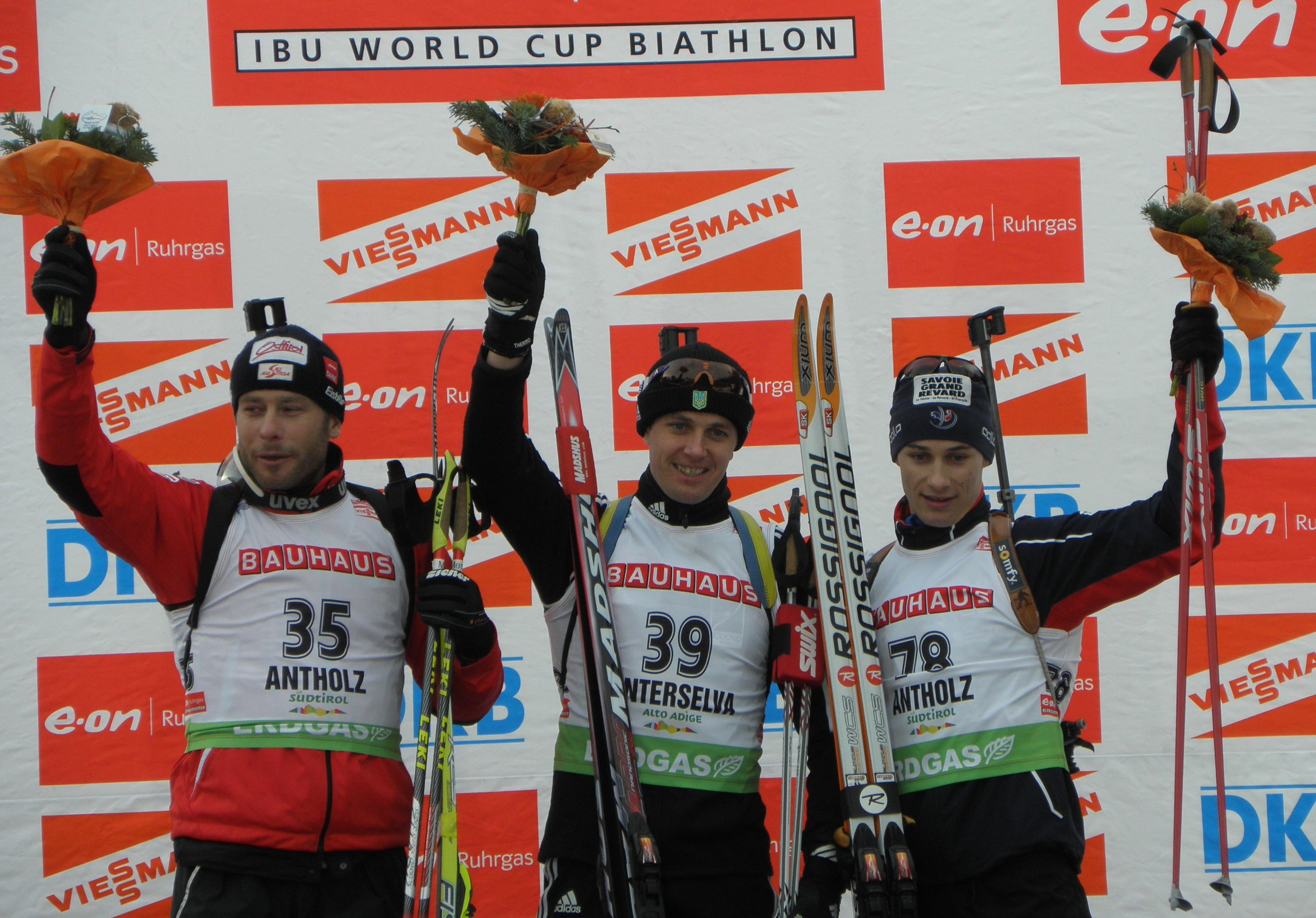
Daniel Mesotitsch (secondo, a sinistra), sul podio dell'individuale di Anterselva nel 2010 con Serhij Sednjev (primo, al centro), e Alexis Bœuf (terzo, a destra)

#### Olimpiadi
- 2 medaglie:
  - 1 argento (staffetta[1] a Vancouver 2010)
  - 1 bronzo (staffetta a Soči 2014)

#### Mondiali
- 3 medaglie:
  - 1 argento (staffetta[1] a Pyeongchang 2009)
  - 2 bronzi (staffetta[1] a Hochfilzen 2005; staffetta[1] a Hochfilzen 2017)

#### Coppa del Mondo
- Miglior piazzamento in classifica generale: 12º nel 2010
- 23 podi (7 individuali, 16 a squadre), oltre a quelli conquistati in sede olimpica e iridata e validi anche ai fini della Coppa del Mondo:
  - 8 vittorie (3 individuali, 5 a squadre)
  - 4 secondi posti (1 individuali, 3 a squadre)
  - 11 terzi posti (3 individuali, 8 a squadre)

##### Coppa del Mondo - vittorie
| Data             | Località   | Nazione  | Spec.                                                              |
| ---------------- | ---------- | -------- | ------------------------------------------------------------------ |
| 15 dicembre 2001 | Pokljuka   | Slovenia | RL (con Wolfgang Perner, Christoph Sumann e Ludwig Gredler)        |
| 24 gennaio 2002  | Anterselva | Italia   | IN                                                                 |
| 21 dicembre 2008 | Hochfilzen | Austria  | RL (con Friedrich Pinter, Tobias Eberhard e Christoph Sumann)      |
| 8 gennaio 2009   | Oberhof    | Germania | RL (con Friedrich Pinter, Dominik Landertinger e Christoph Sumann) |
| 13 dicembre 2009 | Hochfilzen | Austria  | RL (con Simon Eder, Dominik Landertinger e Christoph Sumann)       |
| 24 gennaio 2010  | Anterselva | Italia   | PU                                                                 |
| 16 dicembre 2010 | Pokljuka   | Slovenia | IN                                                                 |
| 9 gennaio 2014   | Ruhpolding | Germania | RL (con Christoph Sumann, Simon Eder e Dominik Landertinger)       |

Legenda:

IN = individuale

PU = inseguimento

RL = staffetta

#### Campionati austriaci
- 16 medaglie[2]:
  - 6 ori (individuale nel 2002; 10 km sprint nel 2003; 15 km partenza in linea nel 2007; 9,9 km sprint nel 2012; 10 km sprint, 12,5 km inseguimento nel 2013)
  - 5 argenti (12,5 km inseguimento nel 2002; 20 km skiroll nel 2008; individuale skiroll nel 2010; 15 km partenza in linea nel 2011; inseguimento nel 2012)
  - 5 bronzi (inseguimento nel 2001; 10 km sprint nel 2002; 10 km sprint, 10 km skiroll, 20 km skiroll nel 2006)

### Sci di fondo

#### Campionati austriaci
- 2 medaglie[2]:
  - 1 oro (staffetta nel 2011)
  - 1 argento (30 km TL MS nel 2007)